# Mărculești
Mărculești – miasto w Mołdawii, w rejonie Florești. W 2014 roku liczyło 1396 mieszkańców.